# Spirostreptus syriacus
Spirostreptus syriacus är en mångfotingart som först beskrevs av Henri Saussure 1859.  Spirostreptus syriacus ingår i släktet Spirostreptus och familjen Spirostreptidae. Inga underarter finns listade i Catalogue of Life.